# 數位增強無線電話系統
數位增強無線通訊（英語：Digital Enhanced Cordless Telecommunications，縮寫 DECT），是一種數位通信標準，主要用於發展無線電話系統。
DECT規範係於1992年由歐洲電信標準協會所發佈。本來命名為CT3，但由於CT3已被注冊而改用此名稱。DECT大大改進CT2的缺點，採用時分多址（TDMA）技術，使用小範圍、超高頻、低功率方式，在高密度用戶區域提供可進行12部電話同時通話的服務。在歐洲地區，早期的900MHz CT1（第一代無線電話）以及CT2（第二代無線電話）已經被它取而代之。
除了歐洲，該技術也普及至澳洲、亞洲、南美洲等地區。北美洲由於美國無線電頻率法規的限制而衍生出DECT 6.0，使用稍微不同的頻率範圍，雖然技術幾乎相同，但頻率差異使得其相容系統無法在其他地區使用，即使是同一個製造商也無法避免。DECT標準幾乎已取代其他標準，但北美地區除外。
DECT是主要用於家庭或小型辦公系統，但也應用於許多中、大型企業的用戶交換機（PBX）系統。DECT也可用於無線電話以外的場合，例如語音系統就愈來愈普及。也有用於數據傳遞，但相較Wi-Fi則已經有點黯然失色。在3G手機的整體競爭裡，DECT與Wi-Fi算是難分軒輊。

## DECT的應用
數位增強無線通訊標準充分的詮釋便攜式設備，如無線電話（Cordless Phone）又稱室內無線電話，就是日常生活中常用的小範圍覆蓋無線電話，一般由母機和可移動的子機構成。所以無線電話也叫“子母機系統”。它是藉由固定電信網絡通訊的無線電，不同於GSM（Global System for Mobile Communications，全球移動通訊系統），後者不指定任何內部方面的固定網絡。
連接到固定網絡（這可能是許多不同種類的）是通過一個基地台或“無線電固定元件”終止無線鏈路，再經由通訊閘連接到固定電話網絡系統。在大多數情況下，雖然目前的通訊閘連接到公共交換電話網絡或電話插孔的連接有新技術的突破，例如語音 IP已成為廣泛的使用。但是還有許多其他些設備，如利用的DECT嬰兒監視器，並在這些設備沒有通訊閘的功能。

### DECT標準原先所預設的三大應用領域
- 國內無線電話，使用單一基地台連接一個或多個手機向公眾電信網絡現在已在使用了。
- 企業樓宇無線PABXs和無線區域網，採用了許多基地台的覆蓋範圍。用戶在不同的網路覆蓋之間移動，通過一個機制，稱為handover通話可以同時在系統內和公眾電信網絡中繼續進行。
- 家用電話，運用了大量的基地台建設提供高容量或城市區域範圍做為公共電信網絡的一部份。

其中，國內申請（無線家庭電話）一直非常成功。企業PABX市場有一定的成功，以及所有主要PABX廠商都提供DECT的使用選項。大眾獲取應用程序沒有成功，因為公共蜂窩網絡的迅速崛起並耦合DECT的覆蓋面大幅增加容量和成本不斷下降將DECT競逐出市場。至今只有安裝一個主要的DECT供大眾使用成功的案例。1998年初，意大利電信公司推出的DECT網絡被稱為“FIDO”，經過多次拖延監管，覆蓋了意大利的主要城市。服務晉升只有短短數個月，高峰期有達到142,000用戶，終於在2001年倒閉。
在某些國家DECT也被用於固定無線接入作為替代銅纜，如埃及，印度和南非。採用定向天線，犧牲一些道路空間，來換取無線覆蓋範圍擴展到超過10公里。
在歐洲，採用電力限制DECT電磁波譜（250兆瓦峰值）以ERP(effective radiated power)呈現，而不是更常用的EIRP （页面存档备份，存于）(Equivalent isotropically radiated power)，從而允許使用高增益定向天線，以生產高得多的EIRP以加長範圍。
其技術也應用於電子收銀機，交通信號燈，遠程開門器。

## VoIP/IP DECT
在商業用途上，DECT已成為不可或缺的重要原素，在安裝DECT PBX設備時許多製造商是主動提供其產品特色的。
從TDM PBX的開始轉變成VoIP和網絡電話的混合解決方案，製造商，如Lantiq, Ascom Wireless Solutions, Aastra Technologies, Philips, Avaya,  RTX Telecom （页面存档备份，存于）, 和 Polycom已經開發的IP - DECT解決方案在回程從基站是VoIP（H.323或SIP），而手機仍然是循環的DECT。這些解決方案有時受限於成本的基地站，但可能是經濟的集中的地方是高的用戶。的PBX網絡廠商如思科促進通過使用VoIP的手機通過本地無線網絡為替代的DECT ，但是這會帶來顯著的開銷和複雜的設計的無線網絡，以提供漫遊，覆蓋範圍和保留的帶寬，更不用提服務質量。然而，這避免了需要一個單獨的DECT無線網絡。其他潛在的競爭對手辦公室裝置包括個人手持電話系統（普及在亞洲），以及使用私人電話在本地微細胞（使用蜂窩電話技術）。

## DECT屬性：
- Audio codec: G.726 ITU-T定義的音頻編碼演算法
- Net bit rate: 32 kbit/s
- Frequency: 1880 MHz–1900 MHz in Europe, 1900 MHz-1920 MHz in China, 1910 MHz-1930 MHz in Latin America and 1920 MHz–1930 MHz in the US and Canada
- Carriers: 10 (1,728 kHz spacing) in Europe, 5 (1,728 kHz spacing) in the US
- Time slots: 2 x 12 (up and down stream)
- Channel allocation: dynamic
- Average transmission power: 10 mW (250 mW peak) in Europe, 4 mW (100 mW peak) in the US

### DECT技術運用：
- 頻分多址（FDMA）
- 時分多址（TDMA）
- 時分雙工（TDD）

這意味著無線電頻譜的物理通信道分為兩個方面：頻率和時間。容許的最大功率為便攜式設備以及基站是250 mW。便攜設備輻射的平均約 10 mW在通話過程中，因為它是只使用1/ 24 Time slots傳送。

## DECT的網絡數據傳輸
DECT本身是存在著產品互相操作功能，特別是DPRS (DECT Packet Radio Services) 匯集了數個可互相操作性的DECT作為無線區域網和無線網路接入服務。有了良好的範圍（室內高達至200米，室外使用6公里定向天線），專用頻譜，高抗干擾性，開放的互操作性和數據傳輸速度大約 500 kbit/秒，相較於Wi-Fi之下DECT是一個更好的選擇。
DECT將網絡功能內置到協議標準，尤其擅長支持在公共空間快速漫遊，但是提供超連結的經營者是單一的。第一個DECT無線區域網產品進入市場的是Olivetti's Net3，德國公司Dosch & Amand和Hoeft & Wessel建立DECT數據傳輸系統合作業務。
然而，DECT所開發的時期在90年代中期，屆時得到廣泛應用的無線數據工業應用還太少。雖然現在的Wi - Fi供應商也有同樣的問題，DECT的供應商立即撤退到更有利可圖的市場“無線電話”。
FCC(美國無線通訊法規)的頻譜的限制也是無法進入美國市場的一個關鍵弱點，當大規模應用無線網路時機來臨，美國修改法規後，DECT得以進入新世紀，但當時業內人士早已在性能及表現上遙遙領先，DECT的無線數據傳輸已經錯過了時機。

## 無線連結
DECT作業於1880-1900 MHz頻帶之間 ，並從1881.792 MHz到1897.344 MHz之間建立了出了10個頻道以1728 kHz單位做為頻帶間隔。
每個基站會在任意頻道中的一個time slots可提供12個雙語音頻道。DECT在複合式/ TDMA/TDD的結構下作業，還可以在TDMA/TDD的結構下提供跳頻擴頻（FHSS是一種發射無線電信號的快速切換頻率載波許多渠道，利用偽隨機序列已知的兩個發射器和接收器。）
如果不提跳頻的話那麼在DECT頻譜頻率重複使用之前每個基站可以提供高達 120頻道。每個Time slots可以被分配到一個不同的管道，以發揮跳頻的優勢，避免干擾其他用戶造成非同期的改變。

## 可參考
- Generic access profile (GAP)
- GSM Interworking Profile (GIP)
- IP-DECT
- CorDECT
- Unlicensed Personal Communications Services
- Wireless local loop
- Microcell
- CT2 (DECT's predecessor)
- WDECT
- Net3
- Cat-iq
- Cordless telephone